# Duy Tân (phường)
Duy Tân là một phường nằm ở cực Bắc tỉnh Ninh Bình, Việt Nam.

## Địa lý
Duy Tân nằm cách phường Hoa Lư - trung tâm tỉnh lỵ Ninh Bình 55 km về phía Bắc. Đây là phường nằm ở cực Bắc của tỉnh Ninh Bình (4 điểm cực Đông, Tây, Nam, Bắc của tỉnh Ninh Bình lần lượt nằm tại: Giao Minh, Cúc Phương, Kim Đông, Duy Tân), có vị trí địa lý:
- Phía nam giáp phường Đồng Văn và phường Duy Tiên.
- Phía tây giáp xã Đại Xuyên của thành phố Hà Nội.
- Phía bắc và phía tây giáp xã Hiệp Cường và phường Sơn Nam của tỉnh Hưng Yên, có ranh giới tự nhiên là sông Hồng.

Phường Duy Tân	có diện tích:	28,86	km², 	dân số:	28.299	người, mật độ dân số: 	981	người/km². 	Đây là đơn vị có diện tích xếp thứ:	49	, số dân xếp thứ: 	81	và mật độ dân số xếp thứ: 	98	ở Ninh Bình.	
Phường này nằm trên Quốc lộ 38, và cũng là nơi có sông Hồng chảy qua.

## Lịch sử
Theo Nghị quyết số 1674/NQ-UBTVQH15 ngày 16/6/2025 về sắp xếp các đơn vị hành chính cấp xã của tỉnh Ninh Bình năm 2025, Sắp xếp toàn bộ diện tích tự nhiên, quy mô dân số của phường Châu Giang, xã Mộc Hoàn và phần còn lại của phường Hòa Mạc thành phường mới có tên gọi là phường Duy Tân.